# Amor del bueno
Amor del bueno es una telenovela venezolana de 2004 producida por Venevisión en coproducción con Iguana Producciones S.A. de Perú . Es original de Gisela Fabelo y Gustavo Colleti, Adaptada por Pablo Vásquez.
Está protagonizada por Coraima Torres y Ricardo Álamo, y con las participaciones antagónicas de Karl Hoffman y Anabell Rivero.

## Sinopsis
Mónica Lezama (Coraima Torres) vive lo que considera el sueño de una mujer dedicada a su hogar: un esposo cariñoso y trabajador, unos hijos hermosos y bien educados, una casa con todas las comodidades, un futuro asegurado y tranquilizador. Sin embargo, en la intimidad de su alma, ha comenzado a sentir que algo falta en su vida. Su intuición la atormenta con la conciencia tenaz de que está viviendo una mentira.
Bernardo Valdéz (Ricardo Álamo) exitoso editor de un importante diario latinoamericano, se ha ganado a pulso el título de "mejor periodista de su país". Tenaz, incorruptible, despiadado cazador de la verdad, Bernardo es el terror de los políticos corruptos y de los que tienen problemas con la ley. Dedicado enteramente a su trabajo de descubrir verdades ocultas, Bernardo ha aplazado indefinidamente su idea de enamorarse y formar un hogar. Irónicamente, su afán por la verdad lo ha llevado a vivir algo falso: engañarse a sí mismo en la pretensión de que le es posible vivir sin amor.
Sandra del Valle (Ana Karina Casanova) bella y ambiciosa publicista, se ha impuesto a sí misma la realización del sueño americano. Cansada de lidiar con el ambiente publicitario que existe en su país natal, donde el machismo imperante la tiende a relegar y a etiquetar como una "cara bonita" más, Sandra decide buscar un mundo más igualitario y liberal, donde su feminidad y su belleza no sean impedimentos para triunfar, donde se la aprecie por su talento y no por el largo de su falda. Una vez más en Miami, no obstante, Sandra debe afrontar una vida más difícil de lo que imaginaba. La tierra de las "grandes oportunidades", no es tan amable como ella solía imaginar, y además está plagada de nuevas tentaciones, de nuevas emociones que no son fáciles de superar.
Eleazar Romero (Ricardo Bianchi), despreocupado y divertido creativo publicitario de la comunidad latina de Miami, vive en un mundo que se ha inventado para él. Un mundo relajado y superfluo, regido solo por el código de su propia moral: el principio del placer inmediato, del hedonismo, de la sensualidad. Casanova, jugador y bohemio, Eleazar triunfa gracias a su encanto natural y a un talento creativo que lo ha hecho famoso. Pero el mundo de Eleazar está a punto de colapsar por un principio más grande y más importante: el del amor.

## Elenco
- Coraima Torres es Mónica Lezama.
- Ricardo Álamo es Bernardo Valdez.
- Karl Hoffman es Javier Lezama.
- Ana Karina Casanova es Sandra del Valle.
- Ricardo Bianchi es Eleazar Romero.
- Anabell Rivero es Carolina Moreau.
- Juan Carlos Baena es Leonardo Santacruz.
- Alejandro Mata es Emiliano Valdez.
- Nicolás Montero es Gustavo León.
- Denise Novell es Micaela.
- Everson Ruiz es Robert Martínez.
- Sonia Villamizar es Carlota Suárez.
- Mariam Valero es Marina Vega.
- Maykell Barrientos
- Rodolfo Drago
- Isabel Ferrer
- Chony Fuentes
- William Goite
- Susy Herrera
- Trino Jiménez
- Carmen Landaeta
- Mildred Lozada
- Manuel Martínez
- Andreína Mazzeo
- Juan Manuel Montesinos
- Elizabeth Morales